# Argir
Argir is een stadje dat behoort tot de gemeente Tórshavnar kommuna in het zuidoosten van het eiland Streymoy op de Faeröer. Argir heeft 1789 inwoners. De postcode is FO 160. Argir heeft ook een voetbalclub die speelt onder de naam AB (Argja Bóltfelag). Door de gestage uitbreiding van de hoofdstad is Argir nu volledig vergroeid met Tórshavn waardoor het in 1997 een deel werd van de gemeente Tórshavnar.

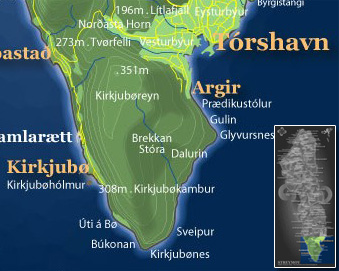
Ligging van Argir op Streymoy